# Trimerotropis schaefferi
Trimerotropis schaefferi es una especie de saltamontes perteneciente a la familia Acrididae. Se encuentra en Norteamérica, en la costa del Golfo de Texas desde Galveston a Brownsville, y casi seguramente siguiendo la costa hacia el sur hasta México.

## Hábitat
Trimerotropis schaefferi se encuentra principalmente en llanuras de lodo salado o alcalino, y a corta distancia hacia el interior de la costa del Golfo de Texas. También ha sido avistado en las dunas costeras y zonas posteriores a lo largo de la costa, pero esto es principalmente arena o pastizales desnudos, y no son sus ambientes favoritos.